# 가속도
가속도(加速度, 영어: acceleration)는 시간의 경과에 따른 '속도의 변화율'을 나타내는 물리량이다. 일반적으로 물체는 속력이나 운동방향이 바뀌면서 속도가 변하는데, 이와 같이 속도가 시간에 따라 변할 때는 가속도가 있다고 한다. 속도와 마찬가지로, 가속도는 크기와 방향을 갖는 벡터량으로 나타낸다. SI 단위로는 m/s2를 사용하며, 주로 a라는 문자를 사용하여 가속도를 표기한다
고전 물리학에서, 일정한 질량을 가지고 있는 물체는 뉴턴의 운동법칙에 의해 다음 식을 만족하게 된다.
{\displaystyle \mathbf {F} =m\mathbf {a} ~{\rm {[N]{\it {\quad \to \quad \mathbf {a} =\mathbf {F} /m~{\rm {[N/kg]{\it {}}}}}}}}}
여기서 F는 물체에 주어지는 힘을, m은 물체의 질량을, a는 물체의 가속도를 나타낸다.

## 정의
속도와 마찬가지로 가속도는 시간간격 {\displaystyle \Delta t=t_{2}-t_{1}}동안 속도가 변한 정도 {\displaystyle \Delta \mathbf {v} =\mathbf {v} _{2}-\mathbf {v} _{1}}의 비로 정의할 수 있다. 이렇게 정의한 가속도를 평균가속도 {\displaystyle \mathbf {a} _{\textrm {av}}}라 한다.
{\displaystyle \mathbf {a} _{\textrm {av}}={\frac {\Delta \mathbf {v} }{\Delta t}}}
어떠한 순간의 가속도는 이 시간간격을 0으로 보내는 극한으로 생각할 수 있다. 이렇게 정의하는 가속도를 순간가속도 {\displaystyle \mathbf {a} }라 한다. 이렇게 정의한 가속도는 어느 순간의 속도를 시간으로 미분한 것으로도 정의된다.
{\displaystyle \mathbf {a} =\lim _{\Delta t\rightarrow 0}{\frac {\Delta \mathbf {v} }{\Delta t}}={\frac {d\mathbf {v} }{dt}}}

## 가속운동

### 등속운동
등속운동은 속도 혹은 속력이 일정한 운동을 말한다. 등속운동에서 변위(거리)는 시간에 비례한다. 이에 반하여 속도 혹은 속력이 시간에 따라 일정하게 증가하는 등가속운동에서는 변위(거리)는 시간의 제곱에 비례한다.

### 가속운동
가속운동은 어떤 물체의 속도 혹은 속력이 증가하는 운동을 의미한다. 이때 속도 혹은 속력이 일정하게 증가하는 운동을 등가속도운동 또는 등가속운동이라 한다.

### 등가속운동
등가속운동 또는 등가속도운동은 시간에 따른 속도의 변화 즉 가속도가 일정한 운동을 말한다. 등속운동에서 변위(거리)는 시간에 비례하지만 등가속운동에서 변위(거리)는 시간의 제곱에 비례한다.
뉴턴역학에서 힘은 질량과 가속도의 곱이므로, 힘과 질량이 일정하다면 물체는 가속도가 일정한 등가속운동을 한다. 지구 표면에서 물체는 일정한 가속도로 운동하며 이를 지구의 중력가속도라고 한다.

### 감속 운동
감속운동은 어떤 물체의 속도 혹은 속력이 감소하는 운동을 말한다. 속도 혹은 속력이 일정하게 증가하는 운동을 등가속도운동 혹은 등가속운동이라고 하는데, 속도 혹은 속력이 일정하게 감속하는 운동을 의미하는 용어로 등감속운동의 용어는 사용하지는 않고 음(−)의 등가속운동으로 취급하는 것이 일반적이다.

## 같이 보기
- 변위
- 미분
- 가가속도
- 가가가속도
- 각가속도
- 중력 가속도